# Mesoamèrica

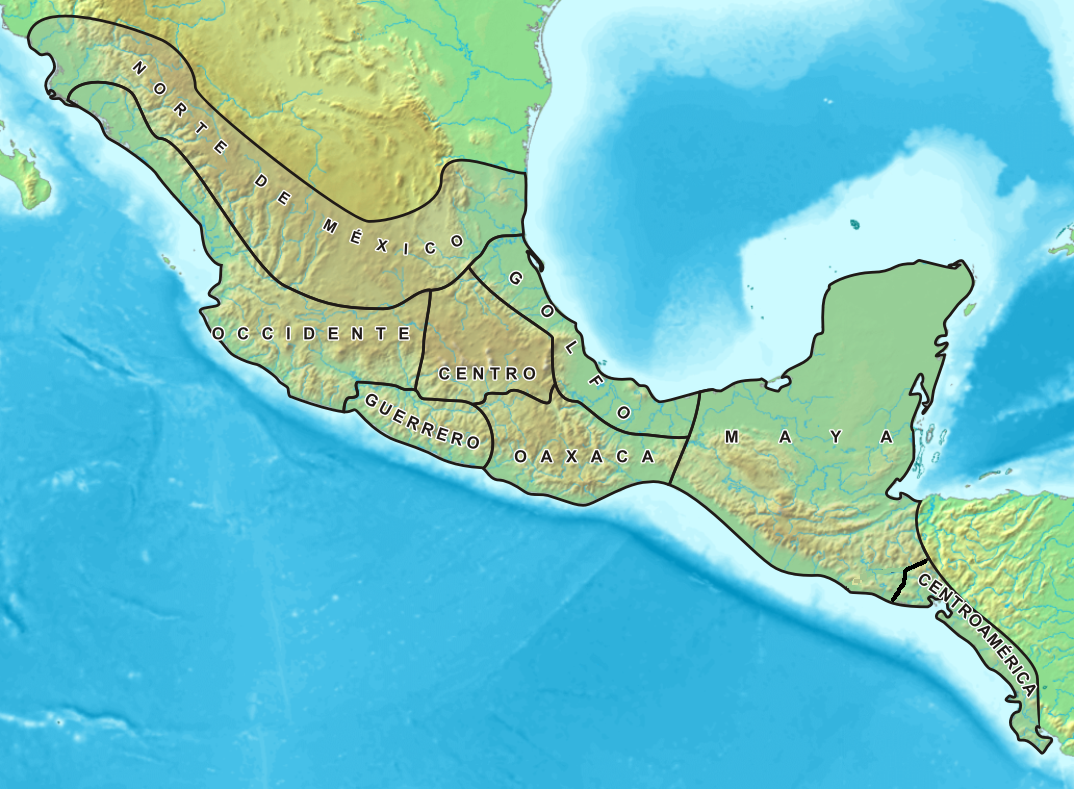
Àrees de Mesoamèrica

Mesoamèrica és la regió històrica del continent americà que comprèn aproximadament Mèxic (exceptuant certs estats del nord), Guatemala, Belize, l'occident d'Hondures, El Salvador, Nicaragua i la zona més nord-occidental de Costa Rica. En termes generals, el Tròpic de Càncer pot ser considerat el seu límit nord.
Paul Kirchhoff va utilitzar per primera vegada el terme Mesoamèrica per a referir-se a una regió cultural i històrica que estava identificada amb l'agricultura i la vida sedentària, i on es van desenvolupar grans civilitzacions. El concepte contrari és el d'Aridoamèrica per a referir-se a la regió cultural dels pobles nòmada-caçadors del nord. No hi ha un terme per a referir-se a la regió dels pobles nòmades del sud de l'Amèrica Central i nord de l'Amèrica del Sud. Es pot dir, també, d'ençà el segle VII fins a l'arribada dels espanyols, que Mesoamèrica es refereix a la regió on la lingua franca va ser el nàhuatl.
Cal esmentar que el terme Mesoamèrica no ha de confondre's amb l'Amèrica Central. Mesoamèrica és només un terme històric utilitzat per a referir-se a una regió amb característiques similars, i comprèn una secció del que avui es considera Amèrica del Nord (Mèxic), i una secció del que avui es considera Amèrica Central i, per tant, no correspon geogràficament a cap divisió política moderna.

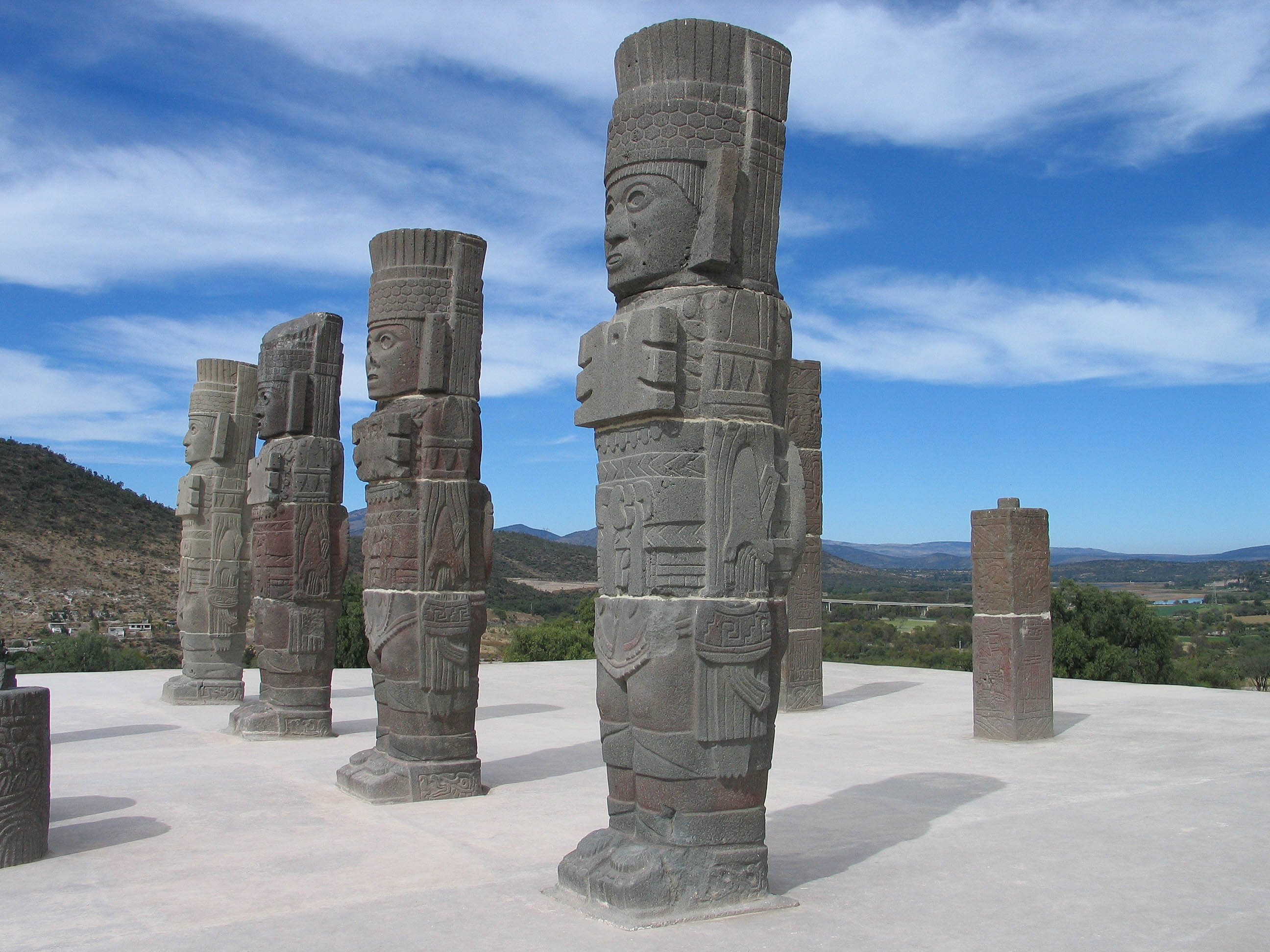
Guerrers tolteques a Tula, Hidalgo

Mesoamèrica va ser la regió que s'estenia des del centre de Mèxic (des del Tròpic de Càncer) cap a la frontera nord-oest de Costa Rica. A aquesta regió es van desenvolupar civilitzacions agràries complexes i avançades per 3.000 anys abans de l'arribada dels primers europeus. A més, Mesoamèrica va ser també una àrea sociocultural i ambiental ocupada per nombrosos pobles antics que compartien (i desenvolupaven) algunes creences religioses, l'art, l'arquitectura i llurs avanços tecnològics. L'aliment més important d'aquests pobles seria el blat de moro; de fet, aquest cultiu seria venerat i incorporat a llur teologia. No obstant això, aquesta regió no era pas hegemònica: era una regió multicultural, multiètnica i multilingüe, i cada poble conservaria una cultura amb característiques úniques en la seva cosmovisió i organització social. Fins i tot, avui dia a Mèxic els pobles amerindis parlen 62 llengües diferents (i diversos dialectes d'aquestes) que han sobreviscut amb el pas del temps.
Entre el 1800 i el 300 aC es van conformar cultures complexes a Mesoamèrica. Algunes van madurar fins a convertir-se en les conegudes civilitzacions olmeca, teotihuacana, maia, zapoteca, mixteca, huaxteca, purèpetxa, tolteca i finalment mexica (asteca). Aquestes civilitzacions ameríndies van tenir coneixements molt avançats d'arquitectura, matemàtica, astronomia, medicina, escriptura (jeroglífica), art, enginyeria, i teologia entre d'altres. El seu sistema numèric, un dels més avançats del món, era vigesimal. Algunes ciutats mesoamericanes, com ara Teotihuacan, Tenochtitlan i Cholula serien les més grans del món durant la seva època de major expansió amb poblacions superiors als 150.000 habitants. Eren centres de comerç, idees, cerimònies i teologies que estenien la seva influència als pobles veïns.
Encara que diverses ciutats estats, regnes i imperis van competir els uns contra els altres per obtenir poder i prestigi, els historiadors consideren que a Mesoamèrica es van desenvolupar cinc grans civilitzacions: la civilització olmeca, la civilització teotihuacana, la civilització tolteca, la civilització mexica o asteca, i la civilització maia. Aquestes (llevat de la civilització maia, que era políticament fragmentada) estendrien llur influència i poder per tot Mèxic i Centreamèrica. Altres poders regionals van realitzar aliances amb aquestes quatre civilitzacions durant els 4.000 anys de llur desenvolupament o van declarar-los la guerra. No obstant això, estaven sota llur esfera d'influència.

## Característiques definitòries
Mesoamèrica fa referència a una entitat geogràfica i cultural que es defineix pels següents trets:
- ús preponderant del blat de moro com a aliment bàsic
- construccions de piràmides esglaonades per honorar déus compartits
- un doble calendari i un sistema de numeració de base 20
- el joc de pilota ritual i el sacrifici humà
- l'aprofitament del cautxú
- llengües emparentades[1] que s'escriuen usant sistemes pictogràfics o jeroglífics

## Història
En el període de gairebé tres mil anys comprès (aproximadament) entre el 1200 aC i el 1500 dC, es va desenvolupar a Mesoamèrica, independentment de la resta del món, una agricultura altament productiva, un sofisticat sistema d'escriptura i un calendari de major precisió que l'utilitzat a Europa. A més, es van construir grans centres urbans i cerimonials en tota la zona, incloent luxosos palaus, altíssims temples, vastes places per a mercats i alguns dels primers jocs de pilota del món.
Les civilitzacions que es van desenvolupar a Mesoamèrica són:
- civilització olmeca
- civilització zapoteca
- civilització tolteca
- civilització maia
- civilització asteca

### Cronologia
La història de Mesoamèrica té característiques peculiars que fan que no pugui ser mesurada amb la cronologia de períodes històrics europeus, malgrat hagi esdevingut la més emprada per qüestions d'etnocentrisme. Els períodes proposats per a aquesta regió són els següents:
- El Període Formatiu o preclàssic, des del 1800 aC al 200 dC, període en què els pobles nòmades-caçadors van formar assentaments permanents permetent el desenvolupament de l'agricultura fins a l'aparició de la primera gran civilització: l'olmeca.
- El Període Clàssic, del 200 dC al 800, període en què es van desenvolupar les primeres i complexes civilitzacions: la teotihuacana, la zapoteca i la maia clàssica. L'organització de la majoria dels pobles era similar a les ciutats estats gregues.
- El Període postclàssic del 800 fins a l'arribada dels espanyols, període que començaria amb la caiguda de les civilitzacions del període clàssic per causa de la invasió de tribus nòmades de l'Aridoamèrica, regió de Nord-amèrica. No obstant això, les onades d'immigració, principalment de les tribus nahues van propiciar el desenvolupament d'una nova cultura, la cultura tolteca, i finalment l'establiment d'un vast i complex imperi: l'Imperi Asteca que dominaria tota Mesoamèrica.

Alguns historiadors intercalen un període, el "període clàssic terminal" entre el clàssic i postclàssic per referir-se a l'establiment de Tula com a centre d'influència regional, i el naixement de la civilització tolteca. La civilització maia va decaure des del clàssic, però, algunes ciutats no serien abandonades, i llur cultura i influència va sobreviure fins a l'arribada dels espanyols, encara que estaven sota el control polític de l'Imperi Asteca.

### Imperi Maia

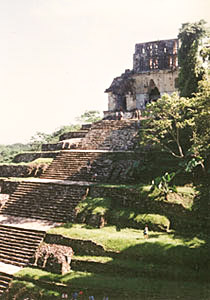
Temple de les Inscripcions a la zona arqueològica de Palenque, Mèxic

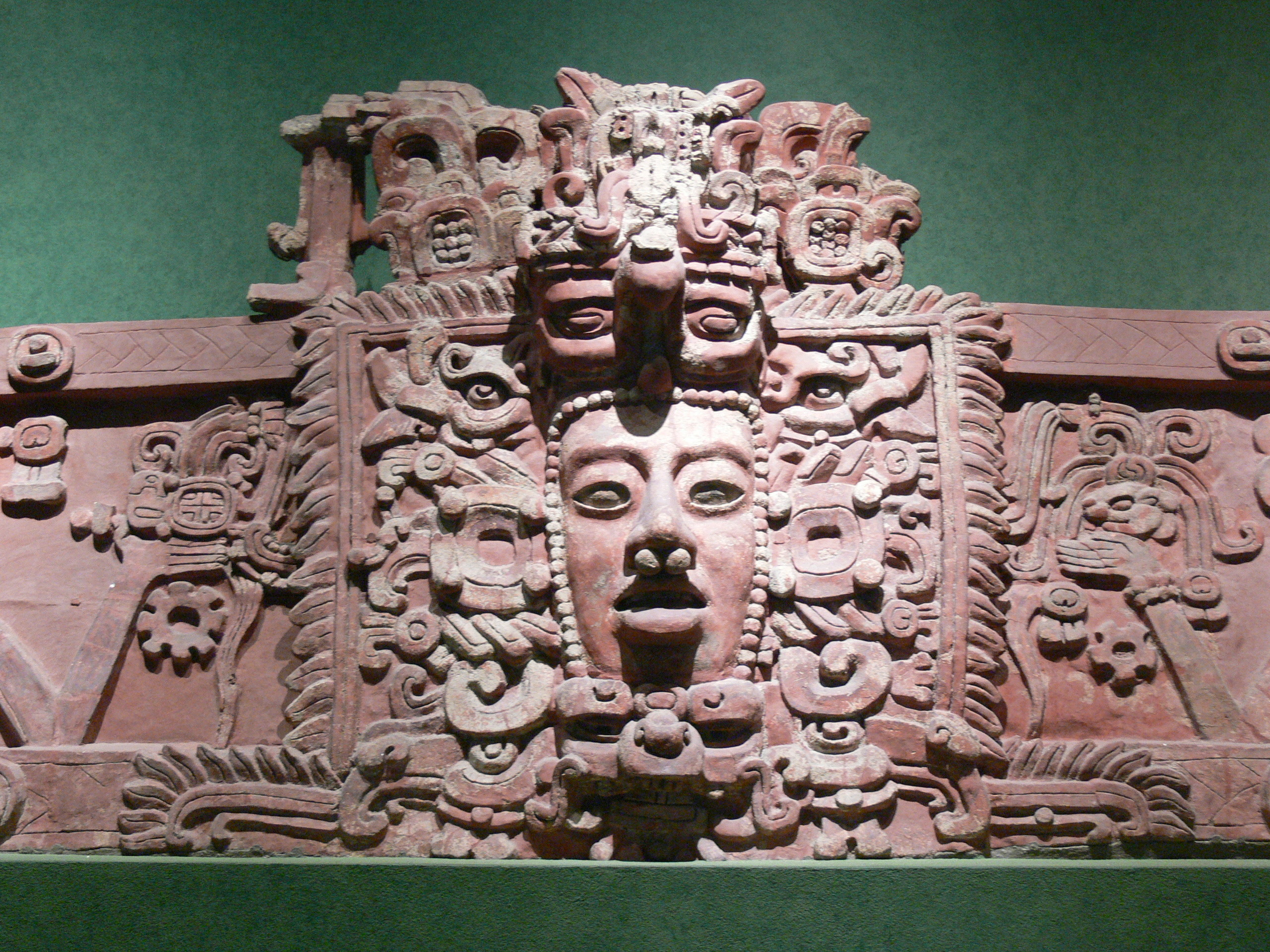
Màscara maia corresponent al període postclàssic, trobada a Placeres, Campeche i exposada al Museu Nacional d'Antropologia i Història de Mèxic.

Els maies eren un poble que va viure principalment al sud del que avui és Mèxic i a l'Amèrica Central, establint una de les cultures mesoamericanes més importants abans de l'arribada dels espanyols. Contrari a la creença popular, els maies no han desaparegut, sinó que milers de descendents viuen encara a aquestes àrees i parlen diferents dialectes de la llengua maia. La civilització maia es va desenvolupar en els territoris actuals de Guatemala, Belize, Hondures, el Salvador i en cinc estats del sud-est de Mèxic: Campeche, Chiapas, Quintana Roo, Tabasco i Yucatán, amb una història d'uns tres mil·lennis. Durant aquest llarg temps, en aquest territori es van parlar centenars de dialectes que generen avui prop de 44 llengües maies diferents. Parlar dels "antics maies" és referir-se a la història d'una de les cultures mesoamericanes precolombines més importants, ja que el seu llegat científic i astronòmic és mundial. La literatura maia il·lustra la vida d'aquesta cultura. Obres com el Rabinal Achí, el Popol Vuh, els diversos llibres del Chilam Balam, en són mostra. El que sí que va ser destruït amb la conquesta és el model de civilització que fins a l'arribada dels primers espanyols, havia generat tres mil·lennis d'història. La conquesta espanyola dels pobles maies no es va consumar fins al 1697, amb la presa de Tayasal, capital dels maies Itzá, i Zacpetén, capital dels maies Ko'woj, al Petén (actual Guatemala). L'últim estat maia va desaparèixer quan el govern mexicà de Porfirio Díaz va ocupar el 1901 la seva capital, Chan Santa Cruz, donant així fi a l'anomenada Guerra de Castes. Els maies van fer grans i impressionants construccions des del Preclàssic mitjà i grans ciutats com Nakbé, El Mirador, San Bartolo, Cival, localitzades a la Conca del Mirador, al nord del Petén, i durant el Clàssic, les conegudes ciutats de Tikal, Quiriguá (ambdues les primeres a ser declarades Patrimoni de la Humanitat per la UNESCO, el 1979 i 1981 respectivament), Palenque, Copán, Río Azul, Calakmul, Comalcalco (construïda de maó cuit), així com Ceibal, Cancuén, Machaquilá, Dos Pilas, Uaxactún, Altún Ha, Piedras Negras i molts altres llocs en l'àrea. Es pot classificar com un imperi, però no se sap si al moment de la colonització van imposar la seva cultura o si va ser fruit de la seva organització en ciutats estat independents, la base era l'agricultura i el comerç. Els monuments més notables són les piràmides que van construir en els seus centres religiosos, al costat dels palaus dels seus governants (llocs de govern i residència dels nobles), sent el major trobat fins ara el de Cancuén, al sud del Petén, moltes de les estructures estaven decorades amb pintures murals i adorns d'estuc. Altres restes arqueològiques importants inclouen les lloses de pedra tallada usualment anomenades esteles (els maies en deien tetun, 'tres pedres'), que mostren efígies dels governants al costat de textos logogràfics que descriuen les seves genealogies, entronitzacions, victòries militars, i altres èxits. La ceràmica maia està catalogada com una de les més variades, fines i elaborades del món antic. Els maies participaven en el comerç a llarga distància a Mesoamèrica, i possiblement més enllà. Entre els béns de comerç hi havia el jade, el cacau, el blat de moro, la sal i l'obsidiana.

### Imperi Asteca

Extensió efectiva de l'Imperi asteca

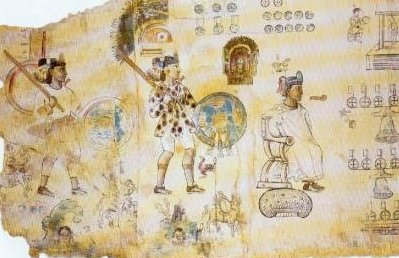
Còdex asteca

Els asteques o mexiques van constituir un poble de la cultura nahua a la zona de Mesoamèrica que va existir des del segle xii al segle xvi. Van bastir un gran imperi la capital del qual va ser Tenochtitlan, sobre una illa del llac de Texcoco, on avui es troba la ciutat de Mèxic. Els asteques van parlar la llengua nàhuatl, que va ser la lingua franca de tota la regió.
L'Imperi asteca difereix dels imperis europeus de la història. Com els imperis europeus, va ser ètnicament divers; tanmateix, l'Imperi asteca es va basar principalment en un sistema tributari, i no pas en un sistema de govern. Encara que les ciutats sota el control asteca van realitzar enormes pagaments de tributs, l'arqueologia ha demostrat que el benestar social dels pobles va millorar després de ser conquerits. Això va ser causa de l'increment del comerç i de les millores en els camins i les comunicacions amb altres pobles.
La major part de l'Imperi asteca va ser format per un home, Tlacaelel (que en nàhuatl significa "cor baronívol") que va viure de 1397 a 1487. Encara que se li va oferir l'oportunitat de ser un tlatoani, va preferir romandre darrere del tron. Era nebot del Tlatoani Itzcóatl i germà de Tximalpopoca i de Motecuhzoma Ilhuicamina, i tenia el títol de "Cihuacóatl" (en honor de la deessa, i el significant del qual és gairebé equivalent a "conseller"), però, com va ser registrat al Còdex Ramírez, "el que Tlacaelel ordenava, ràpidament es feia". Ell va formar una nova estructura pel govern asteca, va ordenar la crema de tots els llibres asteques (la seva explicació era que els llibres estaven plens de mentides) i va reescriure la seva història. A més, va reformar la religió asteca, posant al déu tribal Huitzilopochtli al mateix nivell que els antics deus asteques: Tláloc, Tezcatlipoca i Quetzalcóatl. Tlacaelel, per tant, va crear una noció d'identitat de la història dels asteques. També va crear la institució de les guerres florals, una guerra ritual que permetia l'entrenament dels guerrers i alhora creava la necessitat de proveir sacrificis humans constants per mantenir el moviment del sol. Alguns escriptors creuen que les classes altes eren conscients de l'engany de les guerres florals; però, serien els efectes d'aquesta institució mateixa els que contribuirien a la caiguda de l'imperi: els tlaxcalteques no van ser conquerits pels asteques, amb la intenció que participessin com a enemics en les guerres florals. Hernán Cortés se'n va aprofitar, fent dels tlaxcalteques els seus aliats, els quals proveirien milers de persones per donar suport als pocs espanyols. A més, l'estratègia asteca de la guerra estava basada en la captura dels presoners per guerrers individuals, i no en el treball en equip per matar l'enemic en la batalla.

#### Sacrificis humans

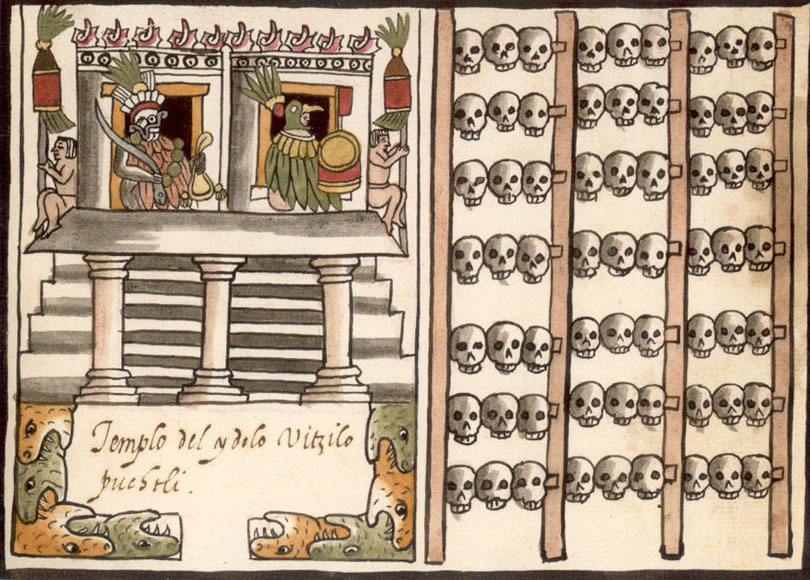
Representació del Temple Major i dels sacrificis de la seva dedicació.

Els sacrificis humans es realitzaven a Mesoamèrica i Sud-amèrica segles abans de l'establiment de l'Imperi asteca. Hi ha registres que indiquen que eren comuns per la civilització olmeca, la civilització maia i la civilització inca. Tanmateix, els asteques van ser els primers a realitzar-los contínuament i a gran escala. Segons els registres asteques, en la dedicació del Temple Major, es van sacrificar 84.400 persones. La majoria dels historiadors creuen que aquesta és una xifra molt exagerada; això no obstant, mostra la característica única del sacrifici massiu de les festivitats asteques.
Els asteques van establir les "guerres florides" per tal de capturar presoners pels sacrificis, anomenats nextlaualli, "deute als déus", perquè el sol sobrevisqués un cicle de 52 anys en què estava dividit el calendari asteca. Cada 52 anys es realitzava una cerimònia especial, la "cerimònia del nou foc". Tots els focs s'apagaven i durant la nit es realitzava un sacrifici, i esperaven l'alba. Si el sol sortia, això volia dir que els sacrificis del cicle de 52 anys havien estat prou, i començava un nou cicle de 52 anys, i la fi del món havia estat posposada. Aquesta cerimònia era antiga, però els asteques pensaven que el sacrifici constant d'humans era necessari per posposar la fi del món. Paradoxalment, els espanyols van arribar a la fi d'un d'aquests cicles, l'any ce acatl.